# Военно-морские силы СР Югославии
Военно-морские силы СР Югославии (серб. Југословенска ратна морнарица) — ВМС Союзной Республики Югославии (1992—2003). После распада СФРЮ в 1992 году около 80 % югославского флота отошло СРЮ, остальное досталось Хорватии. Численность ВМФ СРЮ составляла 7500 человек (4500 рядовых). В состав флота входило: 10 подлодок (из них 5 сверхмалых), 13 надводных кораблей, 60 катеров и 30 вспомогательных судов. Командующий флота СРЮ одновременно возглавлял и военно-морской район «Бока». Флот СРЮ имел следующую систему базирования: Кумбор для надводных кораблей, Зеленика для ракетных и торпедных катеров, скальные укрытия между Росе и Пристан для укрытия боевых кораблей на случай войны. Дополнительно существовали пункты базирования Бар и Ульчин. В Тивате находилась судоверфь «Сава Ковачевич» с синхролифтом и двумя доками. В целом в Бока-Которском заливе функционировал комплекс военно-морских объектов. Планировалось построить ВМБ в Вальданос Инлет и пункт базирования патрульных катеров на озере Скутари. Планировалось построить 5-километровый канал между бухтами Тиват и Трасте для улучшения маневренных возможностей флота. В 2003 году флот перешел союзу Сербия и Черногория.

## ТТХ боевых кораблей и катеров ВМС СРЮ
| Тип корабля или катера — количество | Полное водоизмещение, т | Главные размерения, м: длина ширина осадка | Наибольшая скорость хода, уз | Вооружение | Экипаж, человек |
| ----------------------------------- | ----------------------- | ------------------------------------------ | ---------------------------- | --- | --------------- |
| Подводные лодки                     |                         |                                            |                              | |                 |
| «Сава» — 2                          | 830 (960)               | 55,7 7,2 5,1                               | 10 (16)                      | 533-мм ТА-6, вместо торпед может брать 20 мин                                                                             | 27              |
| «Герой» — 3                         | 1170 (1350)             | 64 7,2 5,1                                 | 10 (16)                      | 533-мм ТА-6, вместо торпед может брать 20 мин                                                                             | 35              |
| «Уна» — 5                           | 76 (88)                 | 18,8 2,7 2,5                               | 6 (8)                        | Четыре самоходных подводных аппарата типа «Мала», шесть боевых пловцов, магнитные мины                                    | 6               |
| Фрегаты                             |                         |                                            |                              | |                 |
| «Сплит» — 2                         | 1900                    | 96,7 12,8 4,2                              | 27                           | ПУ ПКР SS-N-2B «Стикс» −4x1, ЗРК SA-N-4 «Геко» −1х2, 76-мм АУ −2х2, 30-мм АУ −2x2, 324-мм ТА — 2х3, РБУ 6000 −2х12        | 110             |
| «Котор» — 2                         | 1900                    | 96,7 12,7 4,2                              | 27                           | ПУ ПКР SS-N-2C «Стикс» −4х1, 3PK SA-N-4 «Геко» −1x2, 76-мм АУ −2х2, 30-мм АУ −2x2, 324-мм ТА — 2х3, РБУ 6000 −2х12        | 110             |
| Минно-тральные корабли              |                         |                                            |                              | |                 |
| «Вуков Кланац» — 2                  | 424                     | 46,4 8,6 2,5                               | 15                           | 20-мм АУ −1х2, противоминный телеуправляемый аппарат РАР-104, тралы                                                       | 40              |
| «Хэм» — 2                           | 159                     | 32,5 6,5 1,7                               | 14                           | 20-мм АУ — 1х2, тралы | 22              |
| Десантные корабли                   |                         |                                            |                              | |                 |
| «Силба» — 1                         | 880                     | 49,7 10,2 2,6                              | 12                           | ЗРК SA-N-5 «Грайл» −1x1, 30-мм АУ −2х2, 20-мм АУ −1х4, мины — 94. Десантовместимость 300 человек, или 6 танков, или 460 т | 33              |
| DTM229 — 4                          | 410                     | 47,3 6,4 2,3                               | 9                            | 20-мм АУ −1х2, мины — 100. Десантовместимость 200 человек, или 3 танка                                                    | 15              |
| Ракетные катера                     |                         |                                            |                              | |                 |
| «Раде Кончар» — 5                   | 242                     | 45 8,4 2,5                                 | 39                           | ПУ ПКP SS-N-2B «Стикс» −2x1, 57-мм АУ −1х1 или 2x2, 30-мм АУ −1х2                                                         | 30              |
| «Стеван Филипович» — 5              | 210                     | 38,6 7,6 2,7                               | 35                           | ПУ ПКР SS-N-2А «Стикс» −4x1, 30-мм АУ −2х2                                                                                | 30              |
| Торпедные катера                    |                         |                                            |                              | |                 |
| «Пролетер» — 4                      | 170                     | 34,7 6,7 1,5                               | 45                           | 533-мм ТА −4х1, 30-мм АУ −2х2, мины — 4                                                                                   | 23              |
| Патрульные катера                   |                         |                                            |                              | |                 |
| «Мирна» — 6                         | 120                     | 3,2 6,7 2,3                                | 30                           | ЗРК SA-N-5 «Грайл» −1, 40-мм АУ −1х1 , 20-мм АУ −1х1, 12,7-мм пулеметы −2, глубинные бомбы                                | 19              |

## Флаги кораблей и судов
| Флаг | Гюйс | Вымпел боевых кораблей |
| ---- | ---- | ---------------------- |
|      |      |                        |

### Флаги должностных лиц
| Адмирал флота | Адмирал | Вице-адмирал | Контр-адмирал |
| ------------- | ------- | ------------ | ------------- |
|               |         |              |               |